# Imaginativní malba
Imaginativní umění je označení tendence přítomné v českém umění od generace skupiny Devětsil až k válečnému a poválečnému surrealismu, jak je uvedeno v úvodní stati k výstavě Imaginativní malířství 1930–1959 v Alšově jihočeské galerii konané v roce 1964. Tento pojem zavedl historik a teoretik umění František Šmejkal a Věra Linhartová, česká prozaička a historička umění.
Základním principem imaginativního malířství je realizace umělcových fantazijních představ, vyvěrajících z nejhlubších vrstev psychiky, a stávají se výrazem latentních stavů jeho niterného života. Tento přístup odmítá apriorně kladený vnější námět, ale obrací se k vnitřnímu tématu, k fantazijní představě, tryskající z ponorných proudů umělcova nevědomí, ať už v bdělém snu, ve spánku nebo halucinaci.
Takto pojatá koncepce umožňuje spojit tvorbu surrealistické skupiny (Štyrský, Toyen) s ostatními příbuznými generačními projevy (Šíma, Muzika, Janoušek, Wachsman aj.) a dále s jednou větví generace 40. let ve skupině Ra (Istler, Tikal, Lacina, aj...).